# 網谷勇志
網谷 勇志（あみたに たけし、1992年（平成4年）5月23日- 、英: Takeshi Amitani）は、日本の実業家、YouTuber、俳優、相撲アメリカ代表コーチ。外国人向け相撲教室AMITA SUMO DOJOを運営。YouTubeチャンネル「あみたの相撲ちゃんねる - Amita's Sumo Channel -」を運営している。鳥取県出身。鳥取市立西中学校卒業。鳥取城北高等学校卒業。日本大学経済学部卒業。中学生横綱。US SUMO OPEN優勝（2回）。

## 経歴
- 2007年8月 中学生横綱。
- 2010年 鳥取城北高等学校相撲部の主将を務める[10]。
- 2010年8月 平成22年度全国高等学校総合体育大会（インターハイ、美ら島沖縄総体2010）で、横綱照ノ富士（ガントルガ・ガンエルデネ）、幕内美ノ海（木崎信志）らと共に、[11][12]鳥取城北高等学校初の団体優勝[13][14][15]。
- 2014年 日本大学相撲部の副主将を務める[16]。
- 2017年6月 US SUMO OPEN（英語版）無差別級優勝。
- 2018年8月 アメリカ映画 Hail Mary! Sushi Tushi or How Asia Broke Into American Pro Footballに出演[17][18][19]。
- 2019年3月 US SUMO OPEN（英語版）ミドルウェイト級優勝。
- 2019年6月 YouTube上に、自身の公式チャンネルを開設[20]。
- 2019年8月 Red_Bull_GmbH社が運営するThe Red Bulletin（英語版）上で、US SUMO OPENで今年優勝した選手として紹介される。
- 2019年11月 ベースボール・マガジン社が出版する相撲11月号 九州場所展望号で、ロサンゼルスの相撲道場でアメリカチームをコーチしているとして紹介される[21][22][23]。
- 2020年1月 外国人向け相撲教室 AMITA SUMO DOJOをオープン[24]。
- 2021年3月 LINEスタンプの発売開始[25]。
- 2022年10月 シコふんじゃった。に、相撲コーディネーターとして参加。[26]。
- 2023年5月 サンクチュアリ_-聖域-に、相撲コーディネーターとして参加、演者として出演。[27]。
- 2023年6月 SNSコンサルティングサービスSNSの横綱を運営するバックラブ合同会社の共同代表となる。[28]。

### SNSコンサルティング
- SNSの横綱

### 相撲教室
- AMITA SUMO DOJO
- airbnb Sumo Training Experience

### YouTube
- あみたの相撲ちゃんねる - Amita's Sumo Channel -

### IMDb
- IMDb Takeshi Amitani

### 記事
- note あみたの相撲note
- Ownd Takeshi Amitani's Ownd

### SNS
- Twitter 網谷 勇志 (Takeshi Amitani)　@相撲 SUMO
- Facebook 網谷 勇志
- Facebook AMITA SUMO DOJO
- Instagram amita2takeshi ロサンゼルス帰りの相撲レスラー。

### グッズ
- LINE STORE　あみた相撲ラボ　【ミニあみた】相撲スタンプ
- SUZURI　AMITA SUMO DOJO -あみた相撲道場-

### その他
- CAMPFIRE amita2takeshi